# Dgroups
Dgroups es una asociación de organizaciones para el desarrollo internacional que trabajan juntas hacia una visión común: un mundo donde cada persona es capaz de contribuir al diálogo, a la toma de decisiones para el desarrollo internacional y la justicia social. Dgroups es a la vez una plataforma de Internet que aloja, potencia y conecta grupos de discusión.

## Historia
Dgroups —Desarrollo a través del diálogo— se estableció en 2002 como una plataforma de Internet que ofrece herramientas y servicios que juntan a individuos y organizaciones de la comunidad de desarrollo internacional.
Dgroups empezó como una iniciativa conjunta de 7 organizaciones de desarrollo: Bellanet/IDRC, el Ministerio de Desarrollo Internacional (Reino Unido) —DFID por sus siglas en inglés—, el Instituto para la Conectividad en las Américas (ICA), el Instituto Internacional para Comunicación y Desarrollo (IICD), OneWorld, el Programa Conjunto de las Naciones Unidas sobre el VIH/sida (UNAIDS) y la Comisión Económica de la ONU para África (UNECA). Estas organizaciones buscaban una herramienta de comunicación on-line que se adaptara a sus necesidades para grupos objetivo en el mundo en desarrollo, así como para otros actores de desarrollo en todo el mundo. Como ninguna de las aplicaciones para compartir conocimiento existentes entonces se consideró adecuada, decidieron unir fuerzas y construir su propio sistema, que parte de la plataforma Bellanet ya existente. Dgroups está en línea desde 2003.
Después de haber crecido y madurado en Bellanet/IDRC como proyecto, en marzo de 2009 los miembros de Dgroups decidieron que se necesitaba una figura jurídica independiente en el núcleo de la asociación, por lo que se estableció la Fundación Dgroups en Holanda. Esta fundación, cuyos poseedores y administradores son los miembros plenos, gobierna ahora el desarrollo y gestión de la plataforma y los servicios en línea relacionados.

## Plataforma Dgroups
La plataforma Dgroups está diseñada y desarrollada teniendo en cuenta a los usuarios con poco ancho de banda. Por ello los intercambios se realizan principalmente a través del correo electrónico, utilizando listas de correo. La plataforma ofrece servicios y herramientas en línea necesarios para apoyar las actividades de un equipo, un grupo, una red, una asociación o una comunidad. 
Dgroups soporta más de 800 comunidades activas, con más de 270 000 usuarios registrados. Entrega diariamente alrededor 500 000 mensajes de correo electrónico, la mitad de los cuales se intercambia con y dentro de países africanos.

## Fundación Dgroups
En julio de 2018 la Fundación Dgroups reúne a 16 miembros plenos, 8 miembros asociados y 4 socios para proyectos concretos. 
Miembros plenos
1. CIDSE
2. CTA - Centro técnico para Cooperación Agrícola y Rural ACP-UE
3. DFID - Departamento para Desarrollo Internacional
4. Centro Europeo para la Gestión de la Política de Desarrollo (ECDPM)
5. Organización de las Naciones Unidas para la Alimentación y la Agricultura (FAO)
6. Foro para la investigación agrícola en África (FARA)
7. Instituto Humanista para la Cooperación con Países En desarrollo (Hivos, una ONG holandesa)
8. Instituto de Estudios de Desarrollo (IDS, un centro de formación británico)
9. Red internacional para la Disponibilidad de Publicaciones Científicas (INASP)
10. Red para el suministro rural de agua
11. Agencia Holandesa para el Desarrollo (SNV)
12. Agencia Suiza para Desarrollo y Cooperación (SDC)
13. Fondo para la Salud Tropical y la Educación (THET)
14. Fondo de las Naciones Unidas para el Desarrollo del Capital (UNCDF)
15. Comisión Económica de la ONU para África (UNECA)
16. Oficina de las Naciones Unidas para la Reducción del Riesgo de Desastres

Miembros asociados
1. Acceso a la agricultura
2. Alfa Redi
3. Cinfo
4. Foro Europeo de Cooperación (Euforic)
5. Ricardo Wilson-Grau Consultoria em Gestão Empresarial Ltda
6. Savana Signature
7. Grupo especialista en uso y vidas sostenibles (SULI)
8. The Broker Online

Socios en proyectos concretos
1. Charter for Change
2. Global Livestock Advocacy for Development (GLAD)
3. Personas Facilitadoras DT
4. Sector project Digitalization for Sustainable Development